# 카리아티드

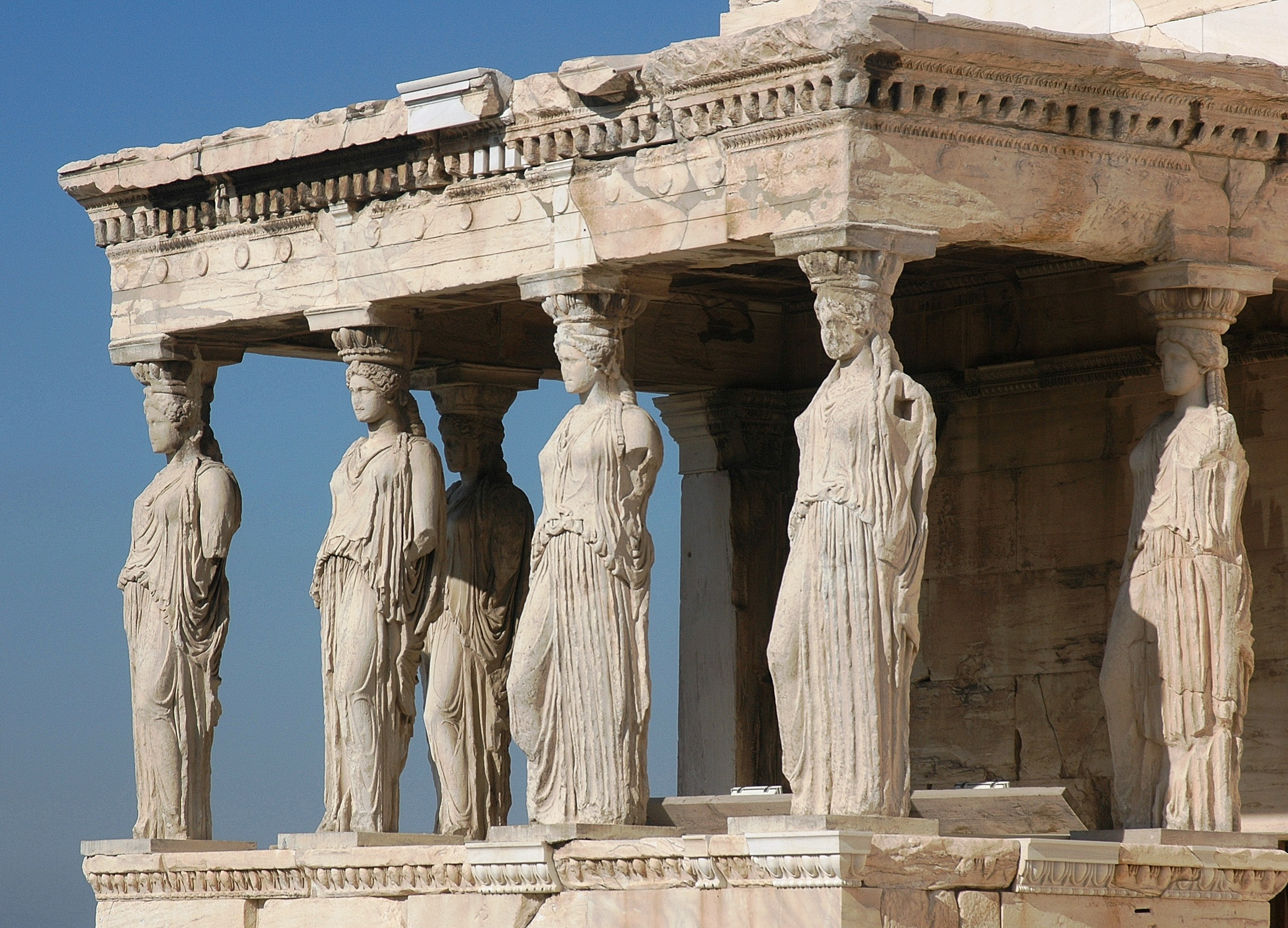
그리스 아테네의 에레크테이온에 있는 카리아티드 주랑. 현재 이 조각상들은 복제품이다. 원본은 아크로폴리스 박물관에 보관되어 있으며, 하나는 대영박물관에 소장되어 있다.

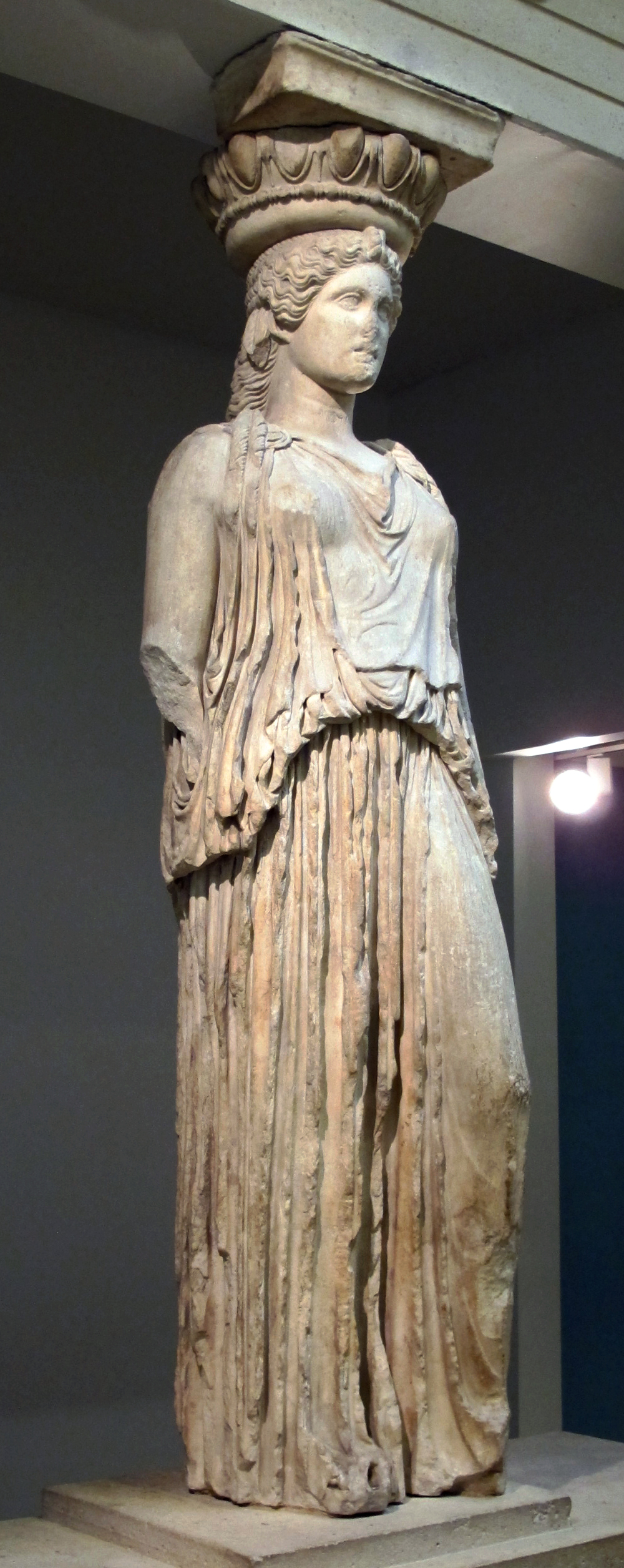
에레크테이온에서 엘긴이 가져간 카리아티드. 콘트라포스토 자세를 취하고 있으며, 대영박물관에 전시되어 있다.

카리아티드(영어: caryatid)는 건축에서 기둥이나 지주의 역할을 대신하여 머리로 엔타블러처를 받치는 조각된 인물상을 말한다. 용어는 고대 그리스어 '카리아티스'(Καρυᾶτις)에서 유래했으며, 이 단어의 복수형은 '카리아티데스'(Καρυάτιδες)이다. 카리아티데스라는 그리스어 단어는 문자 그대로 '카리아이의 소녀들'이라는 뜻인데, 카리아이는 펠로폰네소스반도에 있던 고대 도시이다. 카리아이에는 아르테미스 여신을 모시는 신전이 있었는데, 이곳에서는 특히 '카리아티스 아르테미스'로 숭배되었다. "카리아티스로서 그는 호두나무 마을 카리아이의 춤을 즐겼다. 그 카리아티데스는 황홀경의 원무에서 머리에 생풀로 만든 바구니를 이고 마치 춤추는 식물처럼 보였다."
남성형 카리아티드는 '아틀라스'(atlas) 또는 '아틀란티드'(atlantid), '텔라몬'(telamon)이라고 부른다. 이는 건축물을 지지하는 역할을 하는 조각된 남성상을 가리킨다.

## 어원
'카리아티드'라는 용어는 로마의 건축가 비트루비우스가 라틴어 형태인 '카리아티데스'(caryatides)로 처음 기록하였다. 그는 기원전 1세기의 저서 《데 아키텍투라》(I.1.5)에서 특정 여성상들이 카리아이 여인들에 대한 처벌을 나타낸다고 주장했다. 카리아이는 스파르타 근처 라코니아 지방의 도시로, 그리스-페르시아 전쟁 당시 아테네를 배반하고 페르시아 편에 섰다가 노예로 전락했다고 한다. 그러나 비트루비우스의 설명은 의심스럽다. 페르시아 전쟁 훨씬 이전부터 그리스와 고대 근동 지역에서는 장식적 지지대로 여성상이 사용되었기 때문이다. 카밀 팔리아는 《눈부신 이미지들》(Glittering Images)에서 비트루비우스의 설명을 오류로 일축하며, 메리 레프코비츠는 《다시 본 흑인 아테나》(Black Athena Revisited)에서 이를 언급조차 하지 않는다. 두 학자는 이 용어가 카리아이에서 춤을 통해 아르테미스를 숭배하는 젊은 여성들을 가리킨다고 말한다. 레프코비츠에 따르면, 이 용어는 스파르타의 도시 카리아이에서 유래했는데, 그곳에서 젊은 여성들이 호두나무와 동일시되는 아르테미스 여신의 노천 조각상 주위에서 원무를 추었다고 한다. 베르나르 세르장은 이 무용수들이 인근 스파르타에서 카리아이라는 작은 마을로 왔다고 구체적으로 설명한다. 그럼에도 불구하고, 카리아티드와 노예제의 연관성은 지속되어 르네상스 미술에서 널리 나타난다.
고대의 카리아이는 원래 스파르타를 형성했던 여섯 개의 인접 마을 중 하나였다고 전해지며, 메넬라오스의 왕비이자 트로이의 헬레네의 고향으로 알려져 있다. 카리아이 출신의 소녀들은 특히 아름답고 강하며 건강한 자녀를 낳을 수 있는 것으로 여겨졌다.
머리에 바구니를 이고 있는 카리아티드는 '카네포라'(canephora, 바구니를 든 사람)라고 불리며, 아테나와 아르테미스 여신의 축제에서 사용되는 신성한 물건들을 운반하던 소녀들을 나타낸다. 아테네의 고대 왕을 기리는 신전인 에레크테이온의 카리아티드들은 따라서 카리아이의 아르테미스 여사제들을 표현한 것일 수 있다. 카리아이라는 지명은 '호두나무 자매단'을 의미하는 것으로 보이며, 이는 히라이나 아테네 자체와 같은 다른 여성형 복수 지명들처럼 미케네 시대의 것으로 추정된다.
카리아티드의 후대 남성 상응물은 '텔라몬'(복수형 telamones) 또는 '아틀라스'(복수형 atlantes)라고 불린다. 이 이름은 어깨로 천구를 짊어진 아틀라스 전설에서 유래했다. 이러한 인물상들은 대규모로 사용되었는데, 특히 시칠리아 아그리젠토의 올림피아 제우스 신전에서 사용된 것이 주목할 만하다.

## 고대

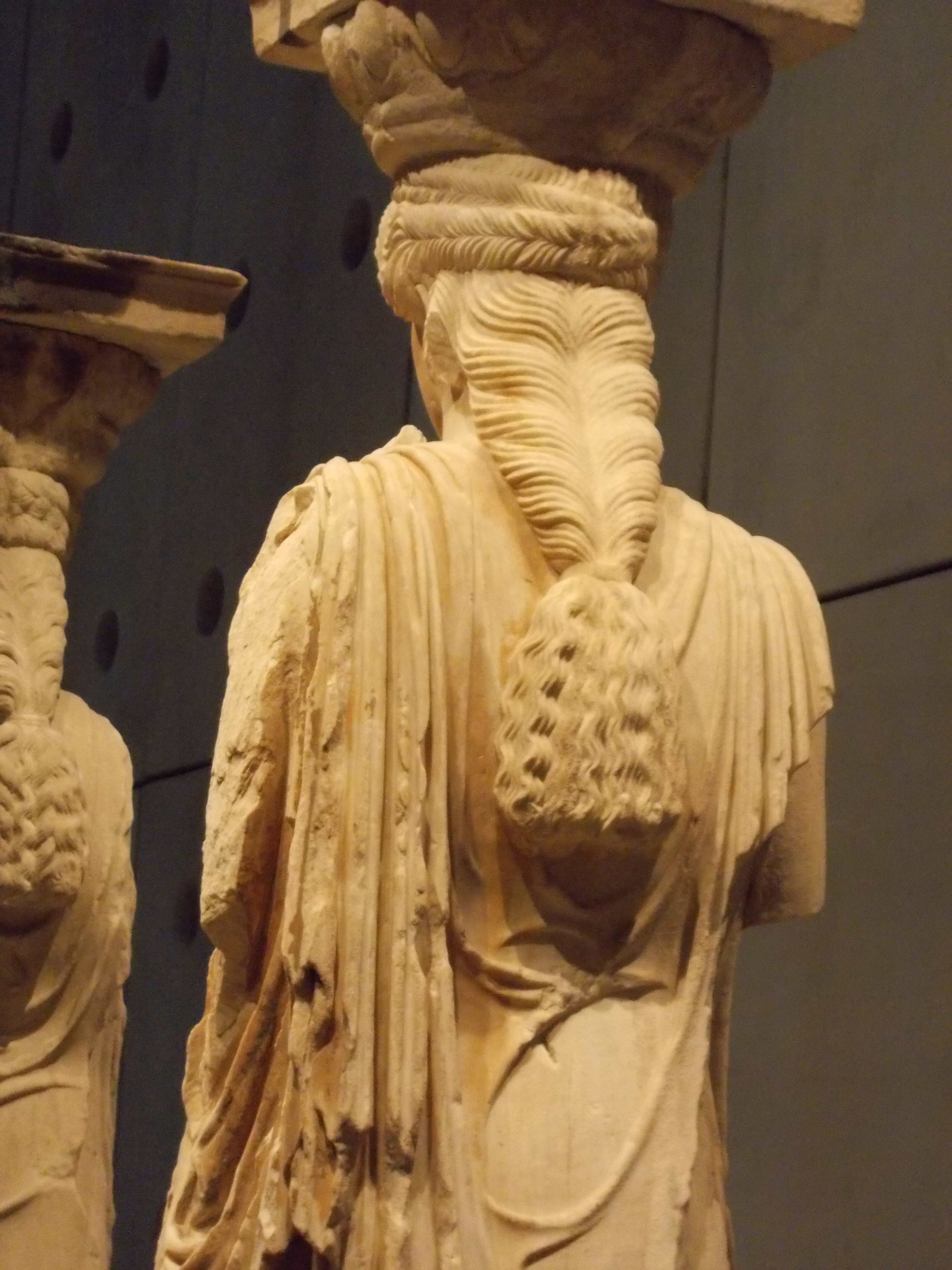
아테네 아크로폴리스 박물관에 전시된 카리아티드의 정교한 머리 모양

카리아티드의 가장 초기 사례 중 일부는 델포이의 보물고에서 발견되었는데, 그 중 시프노스의 것은 기원전 6세기로 거슬러 올라간다. 그러나 여성 형태의 지지대로서의 사용은 그보다 더 이른 시기의 제례용 대야, 페니키아의 상아 거울 손잡이, 고대 그리스의 드레이프를 두른 인물상들에서도 찾아볼 수 있다.
가장 잘 알려지고 가장 많이 모방된 예는 아테네 아크로폴리스의 에레크테이온에 있는 카리아티드 주랑의 여섯 상이다. 이 여섯 원본 중 하나는 19세기 초 엘긴 경이 반출하였는데, 이는 신전을 심각하게 훼손한 행위로 광범위하게 반달리즘과 약탈로 간주되며, 현재 런던의 대영박물관에 있다. 그리스 정부는 대영박물관이 아크로폴리스 신전의 어떤 부분에 대해서도 소유권을 주장하는 것을 인정하지 않으며, 이른바 엘긴 마블과 함께 도난당한 카리아티드를 아테네로 반환하는 것은 주요 국제 캠페인의 대상이 되고 있다. 아크로폴리스 박물관은 나머지 다섯 상을 소장하고 있으며, 현장에는 복제품으로 대체되어 있다. 아테네에 있는 다섯 원본은 현재 새 아크로폴리스 박물관의 특별 발코니에 전시되어 있어 관람객들이 모든 각도에서 볼 수 있다. 런던으로 옮겨진 카리아티드의 받침대는 그 반환을 기다리며 비어 있다. 2011년부터 2015년까지 카리아티드를 특별히 제작된 레이저 빔으로 세척했는데, 대리석의 파티나를 해치지 않으면서 축적된 그을음과 먼지를 제거했다. 각 카리아티드는 제자리에서 세척하였으며, 텔레비전 중계를 통해 박물관 관람객들에게 실시간으로 중계되었다.
여섯 카리아티드는 같은 키와 체격을 가지고 있고 비슷한 복장과 머리 모양을 하고 있지만 동일하지는 않다. 조각상의 얼굴, 자세, 옷 주름, 그리고 머리카락은 각각 따로 조각되었다. 왼쪽의 세 상은 오른발로 서 있고, 오른쪽의 세 상은 왼발로 서 있다. 부피가 크고 정교하게 정리된 헤어스타일은 목을 정적으로 지지하는 중요한 역할을 한다. 이렇게 조각하지 않을 경우 목이 가장 얇고 구조적으로 가장 약한 부분이 된다.
로마인들도 에레크테이온의 카리아티드를 모방하여 로마의 아우구스투스 포룸과 판테온, 티볼리의 빌라 아드리아나에 복제본을 설치했다. 아피아 가도에서 발견된 또 다른 로마의 예로는 타운리 카리아티드가 있다.

## 르네상스와 이후
근세 초기에 건물 정면에 카리아티드를 통합하는 관행이 부활했으며, 실내에서는 벽난로에 사용되기 시작했다. 벽난로는 고대 건축물의 특징이 아니었기에 선례가 없었다. 초기 실내 사례로는 1450년경 베네치아 두칼레 궁전 욜레의 방(Sala della Jole)에 있는 기념비적인 벽난로의 기둥에 조각된 헤라클레스와 이올레의 형상이 있다. 다음 세기에 조각가이자 건축가인 자코포 산소비노는 파도바 근처의 가르조니 별장에 있는 대리석 벽난로 선반을 받치는 한 쌍의 여성상을 조각했다. 1615년 팔라디오의 제자인 빈첸초 스카모치가 《보편적 건축의 이념》(Idea della archittura universale)에서 벽난로에 대한 장을 포함할 때까지 어떤 건축가도 이 장치를 언급하지 않았다. 그는 군주와 중요 인물들의 거처에 있는 벽난로는 카리아티드 지지대가 있을 만큼 웅장할 수 있다고 여겼으며, 그가 삽화로 그린 것과 두칼레 궁전의 안티콜레지오 홀에 설치한 유사한 것을 예로 들었다.

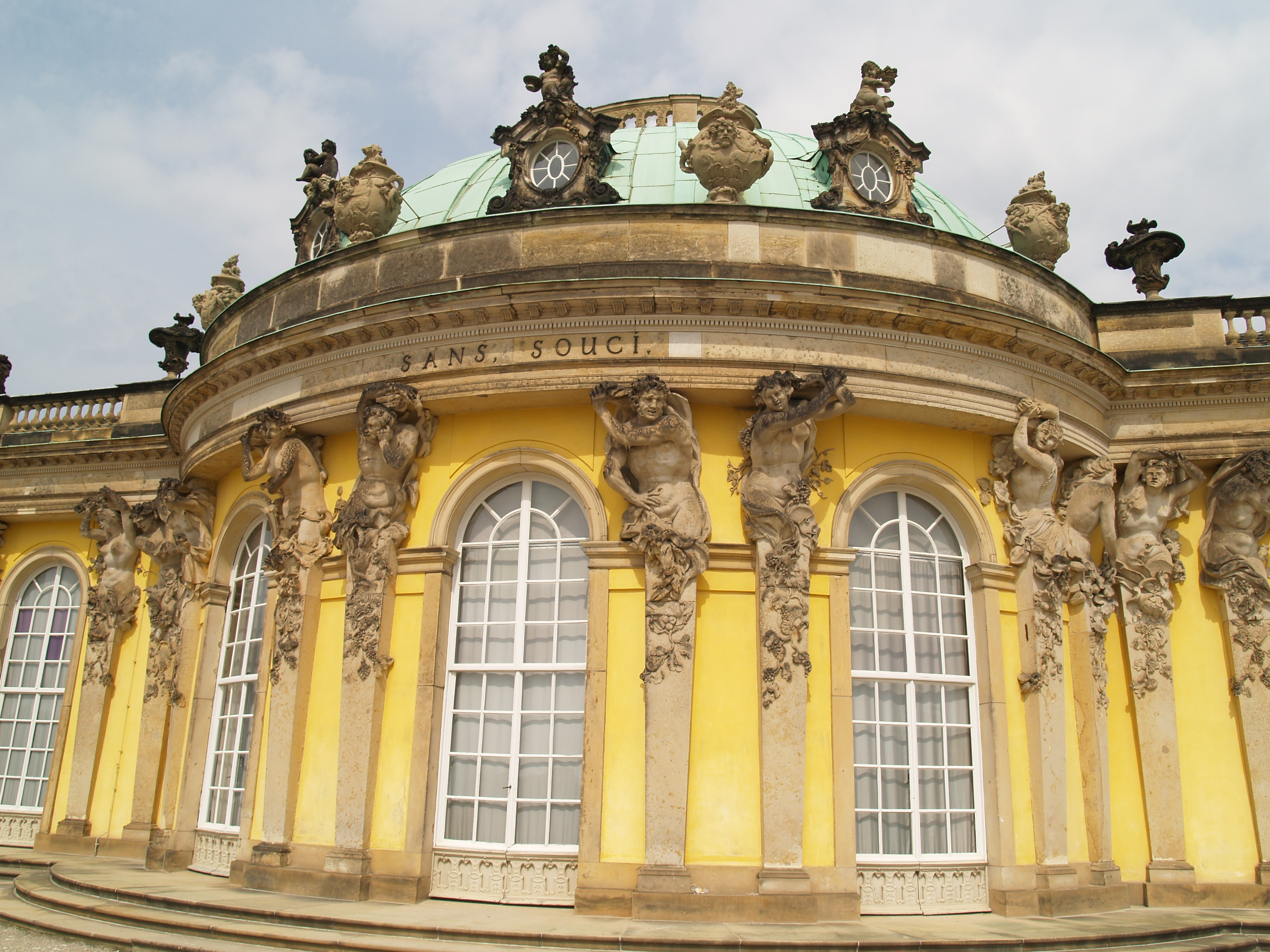
포츠담에 있는 프리드리히 대제의 여름 궁전 상수시의 후기 바로크 양식 카리아티드와 아틀란티드 반신상

16세기에는 세바스티아노 세를리오의 건축 논문에 새겨진 예시들을 통해 카리아티드가 퐁텐블로 학파와 안트베르펜의 디자인 판화가들이 표현한 북부 매너리즘의 장식 어휘의 고정물이 되었다. 17세기 초에는 영국의 제임스 1세 시대 실내장식에서 나타나며, 스코틀랜드에서는 머철스 성의 그레이트 홀에 있는 벽난로 장식이 초기의 예로 남아있다. 카리아티드는 독일 바로크 어휘의 일부로 남았으며, 신고전주의 건축가와 디자이너들에 의해 더 절제되고 "그리스풍"의 형태로 재구성되었다. 예를 들어 런던의 세인트 팬크라스 신교회(1822년) 현관에 있는 네 개의 테라코타 카리아티드가 있다.
1893년 시카고 과학 산업 박물관이 있는 예술 궁전의 정면에는 많은 카리아티드가 늘어서 있었다. 디자인 예술에서 아칸서스 잎으로 장식된 바구니형 주두를 받치는 드레이프를 두른 인물상은 촛대나 탁자 다리의 형태로 신고전주의 장식 예술의 친숙한 클리셰가 되었다. 새러소타에 있는 존 앤 메이블 링글링 미술관의 동쪽 정면에는 카리아티드가 모티프로 사용되었다.

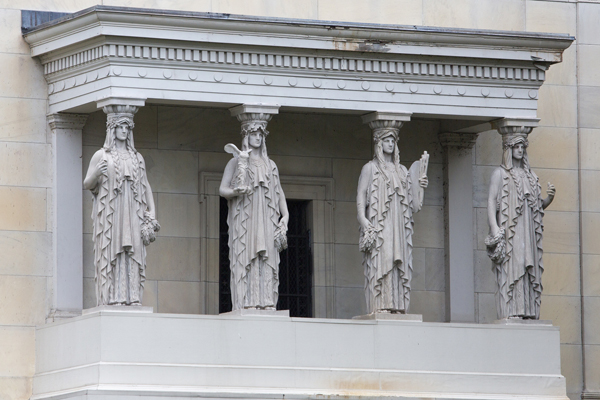
미국 버팔로의 올브라이트-녹스 미술관에 있는 세인트고든스의 카리아티드

1905년 미국 조각가 어거스터스 세인트고든스는 뉴욕 버팔로의 올브라이트-녹스 미술관을 위해 카리아티드 현관을 만들었는데, 여덟 개의 상 중 네 개(나머지 네 개는 화환만 들고 있음)가 건축, 회화, 조각, 음악이라는 각기 다른 예술 형식을 나타냈다.
오귀스트 로댕의 1881년 작품 《돌을 짊어진 쓰러진 카리아티드》(그의 기념비적인 작품 《지옥의 문》의 일부)는 쓰러진 카리아티드를 보여준다. 로버트 하인라인은 《이방인의 땅》에서 이 작품을 다음과 같이 묘사했다: "여기 또 다른 감정적 상징이 있습니다... 거의 3천 년이나 그 이상 동안 건축가들은 여성 형상의 기둥으로 건물을 설계해 왔습니다... 그 모든 세기가 지난 후에야 로댕은 이것이 소녀에게는 너무 무거운 일이라는 것을 알아차렸습니다... 여기 이 가엾은 작은 카리아티드는 시도했지만 실패했고, 짐에 깔렸습니다.... 그녀는 포기하지 않았어요, 벤; 그녀는 돌에 깔린 후에도 여전히 그것을 들어 올리려고 노력하고 있어요..."
사뮈엘 베케트는 1953년 작품 《고도를 기다리며》의 2막에서 에스트라공이 "우리는 카리아티드가 아니야!"라고 말하게 했는데, 이는 그와 블라디미르가 최근 눈이 먼 포조를 "끌고 다니는 것"에 지쳤을 때이다.
아녜스 바르다는 파리 주변의 카리아티드 기둥들을 기록한 두 편의 단편 영화를 만들었다. 1984년 《레 디트 카리아티드》와 2005년 《레 디트 카리아티드 비스》이다.
음악 그룹 손 볼트는 1997년 앨범 《Straightaways》의 노래 "Caryatid Easy"에서 카리아티드와 그들이 짊어진 짐을 시적 은유로 표현했다. 가수 제이 파라는 정체불명의 연인을 꾸짖으며 "당신은 카리아티드 역할을 쉽게 한다"고 노래한다.